# 송광원
송광원(1987년 9월 22일 ~ )은 대한민국의 배우이다.

## 참여 작품

### 텔레비전 시리즈
- 2013~2014년: 푸른거탑리턴즈 (TvN)

### 영화
- 2008년: 달려라 자전거
- 2011년: 고지전

## 연극
- 2010년: 옥탑방 고양이 - 대학로
- 2012년: 로맨틱 코미디
- 2012-2013년: 옥탑방 고양이 - 강남
- 2013년: 옥탑방 고양이 - 울산
- 2014-2015년: 연애의 목적 - 대학로